# Dubnowicze
Dubnowicze (biał. Дубнавічы; ros. Дубновичи) – wieś na Białorusi, w obwodzie brzeskim, w rejonie pińskim, w sielsowiecie Soszno, nad Bobrykiem Pierwszym i przy drodze republikańskiej R8.
Znajduje tu się przystanek kolejowy Dubnowicze, położony linii Homel – Łuniniec – Żabinka.
W dwudziestoleciu międzywojennym leżały w Polsce, w województwie poleskim, w powiecie pińskim, w gminie Pohost Zahorodzki. Po II wojnie światowej w granicach Związku Sowieckiego. Od 1991 w niepodległej Białorusi.